# Campeonato de Fútbol de Pichincha 1960
El Campeonato de Fútbol de Pichincha 1960 fue la séptima edición del campeonato de primera división de la Asociación de Fútbol No Amateur de Pichincha. A partir de 1960, el campeonato pichinchano de primera división recibió el nombre de Torneo Interandino de Fútbol, debido a la incorporación a la Asociación de Fútbol No Amateur de Pichincha de los 2 principales clubes ambateños que el año anterior se declararon profesionales: Macara y América de Ambato; ambos encarnizados rivales.
Participaron ocho equipos, y el campeón fue el Liga Deportiva Universitaria.

## Tabla de posiciones final
| Posición | Equipo            | Puntos | Calificación                                               |
| -------- | ----------------- | ------ | ---------------------------------------------------------- |
| 1        | LDU Quito         | 26     | Campeón y clasifica al Campeonato Ecuatoriano Serie A 1960 |
| 2        | Deportivo Quito   | 25     | Clasifica al Campeonato Ecuatoriano Serie A 1960           |
| 3        | Macará            | 23     | Clasifica al Campeonato Ecuatoriano Serie A 1960           |
| 4        | España            | 22     | Clasifica al Campeonato Ecuatoriano Serie A 1960           |
| 5        | América de Ambato | 22     |                                                            |
| 6        | Aucas             | 18     |                                                            |
| 7        | América de Quito  | 17     |                                                            |
| 8        | Atlanta           | 15     | Descenso a la Categoría de Ascenso de AFNA                 |